# Acibenzolar
Acibenzolar é um composto químico usado como fungicida, relacionado ao composto acibenzolar-S-metil.